# Enichibō Jōnin

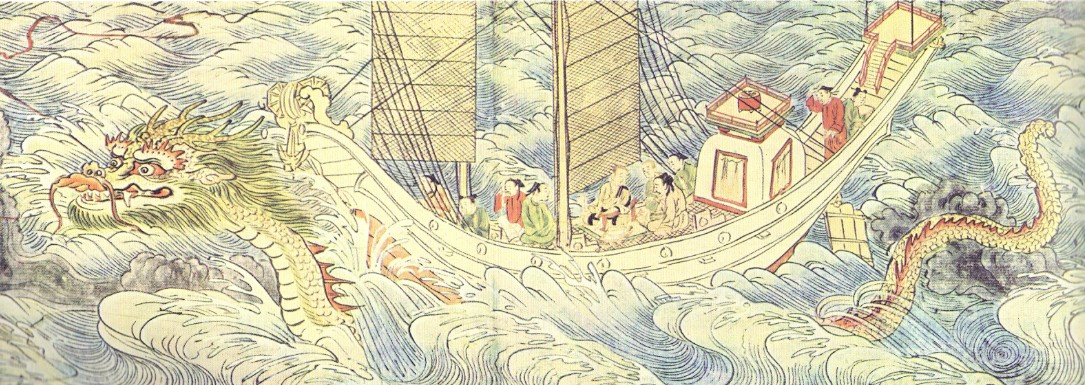
Zemmyō métamorphosée en dragon, attribué au peintre japonais Enichibō Jōnin. Rouleaux enluminés des fondateurs de la secte Kegon.

Enichibō Jōnin, moine japonais actif dans la première moitié du XIIIe siècle à Kyoto.

## Biographie
La biographie du moine peintre Enichibō Jōnin ne semble n'avoir jamais fait l'objet de recherche fructueuse, et reste bien mystérieuse. La période connue de sa vie se résume à son statut de moine-peintre et surtout grâce à l'amitié qui le liait à son ami Shōnin Myōe par lequel, semble-t-il, trois œuvres lui sont attribuées.

## La grande époque des rouleaux enluminés

### DuXIIeauXIIIesiècle
Le début de l'époque de Kamakura (fin du XIIe siècle - début du XIIIe siècle), est une période déchirée du point de vue religieux. Plusieurs mouvements novateurs animent le bouddhisme et la peinture est appelée à jouer un grand rôle dans la propagation des doctrines neuves, sous la forme de rouleaux enluminés qui expliquent aux fidèles l'origine de telle ou telle secte et la vie de son vénérable fondateur. Chaque monastère a ainsi un groupe d'artistes qui lui est attaché. L'un des temples les plus remarquables, à ce point de vue, est le Kōzan-ji (Gangyō-ji) à Kyōto, rétabli en 1206 par le moine Myōe  (1173-1232) de la secte Kegon.
Après avoir été instruit dès son jeune âge dans la doctrine ésotérique, Myōe Shōnin entre au Tōdai-ji à Nara centre de la secte Kegon. Désireux de rénover cette secte ancienne il passe plus de dix ans en contemplation métaphysique dans des ermitages de montagne avant de s'établir au Kōzan-ji (Gangyō-ji, dans un beau paysage au nord-ouest de Kyōto.
Parmi les trésors de ce temple, figure une série de six rouleaux horizontaux : Kegonshū sōshi e-den ou Kegon engi (l'Histoire de la secte Kegon). Le traitement par lignes souples, dont l'accent reste naturel, et l'emploi de couleurs peu épaisses qui laissent transparaître le mouvement du dessin sont très caractéristiques d'un style nouveau influencé sans doute par la peinture chinoise de la dynastie Song (960-1279). On attribue cette œuvre à l'artiste préféré de Myōe : Enichibō Jōnin à qui l'on doit aussi plusieurs portraits dont l'un subsiste au Kōzan-ji.

### Influence chinoise
Il s'agit d'un long rouleau vertical, dessiné à l'encre de Chine et rehaussé de couleurs, représentant le moine Myōe en méditation solitaire dans la montagne. Si des éléments chinois sont présents dans cette dernière peinture, on y retrouve néanmoins le sentiment japonais devant la nature et c'est un exemple typique de l'art réaliste et empreint d'humanité de cette époque. Malgré des éléments de style chinois, les arbres élancés et les animaux qui jouent dans les branches expriment le sentiment japonais devant un paysage tel qu'on peut encore en trouver aux environs de Kyōto. Ce lien entre la nature et l'homme n'est-il pas le reflet de la sympathie profonde qui unit Myōe à son confrère favori, Enichibō Jōnin, auteur du portrait et de la grande série des rouleaux de Kegon?.
Presque à la même date que le Kegon-engi, une autre série de rouleaux enluminés, exécutés cette fois dans une confrérie non plus bouddhique mais shintoïste, exprime l'esprit nouveau de l'époque de Kamakura dans un style moins recueilli  mais beaucoup plus dynamique. C'est la série appelée Kitano-tenjin-engi qui décrit en huit rouleaux la vie de Sugawara Michizane à qui est dédié le sanctuaire de Kitano à Kyōto.

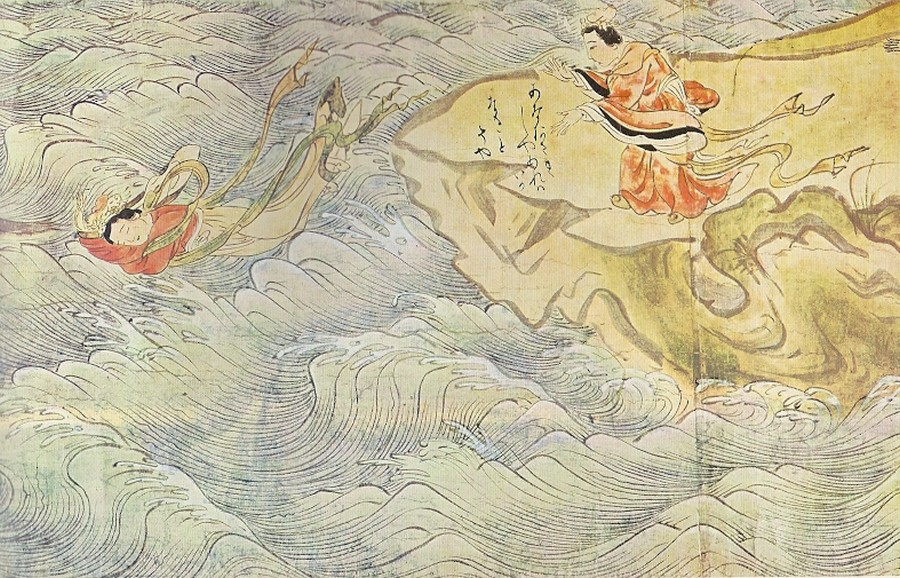
Zemmyō se jette à la mer par le peintre japonais Enichibō Jōnin (XIIIe siècle)

## Musées
- Kyōto (Temple Gangyō-ji):
  -  Kegonshū-soshi-e-den première moitié du XIIIe siècle, couleurs sur papier, rouleau en longueur. Attribution.
  - Portrait du moine Myōe, en méditation  première moitié du XIIIe siècle, couleurs sur papier, rouleau en hauteur, au registre des trésors nationaux du Japon.